# Joy Cowley
Joy Cowley  (născut în Levin pe 7 august, 1936 - ) este un romancier, nuvelist, și autor de povești pentru copii.